# Polyzoa insularis
Polyzoa insularis is een zakpijpensoort uit de familie van de Styelidae. De wetenschappelijke naam van de soort is voor het eerst geldig gepubliceerd in 1967 door Millar.